# 宋劼
宋劼（1572年—1647年），原名宋拱宸，又名宋獻，字獻孺，號如園，鎮江府溧陽縣人，明朝、南明政治人物。

## 生平
宋劼是贈太僕寺卿宋檄之孫，荊王府長史宋臣熙之子，在萬曆三十一年（1603年）中舉人：天啟二年（1622年）得推薦試任中書舍人，贊畫閣部軍務，跟隨孫承宗到寧遠管理市馬，到四年（1624年）因父親逝世回鄉。崇禎元年（1628年）他服喪完畢，得實授中書舍人，升戶部陝西司主事、山東司郎中管理餉務。劉興治作亂，他參與平亂，陞任山東僉事。
其後宋劼補任趙州知州，調任昌平，歷官監紀同知、兵部職方司員外郎，升任關、寧、登、津四鎮監軍按察司僉事，秘密遣使朝鮮國攻打清朝；朝鮮得知他自海路前來，派遣大將林慶業與士兵十八人協助修築南關嶺，但未及舉事北京已經失陷。弘光年間，宋劼調監左良玉軍隊，加太僕寺少卿，上疏建議倣效楊士奇的策略：「以天下心官天下人，以天下官官天下才。」並請求開採銅陵鉛銅補充國用，獲命督理蕪采營，又以韓家墅、李貳泗戰功加官一級，得給與三代誥命；南京失守，他辭官回歸田園，到永曆元年八月去世。
宋劼的兒子宋之繩是崇禎十六年的進士榜眼，曾投降李自成，再投降清朝。

## 引用
1. 1 2  《故明太僕寺卿宋如園先生暨配張淑人行狀》：謹按：公曾祖考南渠公諱泓、曾祖妣黃氏；祖考玉峰公諱檄，字子震，邑諸生。以公貴，誥贈太僕寺卿，祖妣謝氏誥贈淑人；考起岩公諱臣熙，字堯諮，歲貢生，任廣東新安縣知縣，郴州學正，荊王府長史。以公貴，累贈官太僕寺卿。妣繆氏，贈淑人，吳氏，累封淑人。公初名拱宸，改名獻，字獻孺，中萬曆癸卯科舉人。當崇禎十五年以前，公奏疏當上意，凡奉詔旨曰宋獻云云。十五年，疏乞更名劼，惡同賊張獻忠也。自後奉旨稱宋劼云云。
2. 1 2  錢海岳《南明史·卷三十五·列傳第十一》：與（周）元泰（弘光）同晉冏卿者：宋劼，劼本名拱宸，字獻孺，溧陽人。萬曆三十一年舉於鄉。崇禎初上書，見知於孫承宗，以贊畫累遷戶部郎中司東餉，兼過海料理。劉興治反，以計撫戢之，陞山東僉事。
3. ↑  《太僕如園公履歷》：宋劼，中萬曆癸卯科舉人。天啟壬戌，台省交薦，奉旨特授試中書舍人，贊畫閣部軍務。從樞輔孫督師寧遠，管撫彝市馬，西人就款，馬市互通。論功賜貂冠、蟒服、中金。再論恢復八城功，复賜中金，奉旨紀錄。甲子，丁外艱回籍，戊辰服闋，補實授中書舍人，管理制敕撰文。本年升戶部陝西司主事。己巳升山東司部中，管理東江餉務，以節省多金，奉旨從優紀錄。庚午，島師劉興治稱亂，奉命過海料理，興治聽撫，加升山東監軍僉事。
4. ↑  錢海岳《南明史·卷三十五·列傳第十一》：調監左良玉軍，加太僕少卿。疏言：「天下人才多壞門戶，每擇一題，因豎標援陷人，則占風望氣者景附雲集，致真正介特之士不得效用。宜如楊士奇言：『以天下心官天下人，以天下官官天下才。』」又言：「臣民苟安江介，恐非所以保江介；諸臣苟存富貴，恐非所以保富貴。且人生止有此時日，人身止有此精神，大賢惜分陰，運甓舞雞，皆勞筋骨於有用。」上可其奏，已請采銅陵鉛銅資國用，遂命督理蕪釆。南京亡，杜門，卒年七十六。子之繩，字其武。崇禎十六年進士第二，授編修。降李自成，入清終江西參議。
5. ↑  《太僕如園公履歷》：壬申，丁內艱回籍。甲戌，外計以奔喪不待院批，浮躁，降二級。乙亥，補趙州知州。丙子，調昌平，以不肯折腰，被昌監參，奉旨閒住。壬午，薦補監紀同知，本年升兵部職方司員外。癸未，升關、寧、登、津四鎮監軍按察司僉事，辦理海務，聯鮮制塞，召對稱旨，賜中金綵幣。劼密遣使通鮮國，鮮知劼復來海上，大喜，隨密遣大將林慶業、卒偏裨一十八人投款。許為具糧，助築南關嶺，复南四衛。已刻期舉事，而國變告矣。時劼正募海師，及集舟糧於江上。弘光立，同諸臣迎賀，奉命改海為江，升太僕少卿，仍監蕪釆水軍。復以韓家墅、李貳泗戰功加升一級，奉旨准給三代誥命。乙酉，南都陷，棄官歸田。丁亥八月日，捐館於郊園。